# Arctosa ripaecola
Arctosa ripaecola (Roewer, 1960) è un ragno appartenente alla famiglia Lycosidae.

## Etimologia
Il nome proprio della specie deriva dal sostantivo latino ripa, -ae, cioè riva e dal suffisso -colo, che significa che abita presso, che risiede in prossimità; a denotare, in questo caso, l'habitat di questa specie, rinvenuta lungo le rive del lago Vittoria.

## Caratteristiche
Il cefalotorace è di colore marrone chiaro tendente al rossastro; il pattern oculare comprende gli ocelli bordati di nero.
Le femmine hanno il bodylenght (prosoma + opistosoma) di 12 millimetri (5 + 7).
I maschi hanno il bodylenght (prosoma + opistosoma) di 10 millimetri (4,5 + 5,5).

## Distribuzione
La specie è stata reperita nella Tanzania settentrionale: sulle rive meridionali del lago Vittoria, nella zona dell'isola Ukrewe-Seeufer.

## Tassonomia
La denominazione originaria di Roewer fu Arctosella ripaecola Roewer, 1960; a seguito di un lavoro dell'aracnologo Brignoli (1983c), questi esemplari sono stati trasferiti al genere Arctosa.
Al 2016 non sono note sottospecie e dal 1983 non sono stati esaminati nuovi esemplari.